# Primer ministre de Sri Lanka

Blasó de Sri Lanka.

El primer ministre de Sri Lanka és el cap dels ministres de Sri Lanka. Malgrat això, ell n'és el cap de govern – el president vas exercir les funcions de cap d'Estat i cap de govern.
De l'any 1947 – després la independència del país, que va ocórrer el 4 de febrer de 1948 - fins a l'actualitat, Sri Lanka va tenir 21 primers ministres. El país es va tornar independent amb el nom Ceilan, i el seu cap d'Estat era el rei d'Anglaterra. El 1972 el país es va tornar una república i va modificar el seu nom a Sri Lanka.

## Primers ministres de Ceilan (1947 fins a 1972)
| # | Nom                                                         | Imatge | Inici del mandat       | Fi del mandat          | Partit                  | Partit |
| - | ----------------------------------------------------------- | ------ | ---------------------- | ---------------------- | ----------------------- | ------ |
| 1 | Don Stephen Senanayake (1884-1952)                          |        | 24 de setembre de 1947 | 22 de març de 1952     | United National Party   |        |
| 2 | Dudley Shelton Senanayake (1911-1973) (1r vegada)           |        | 26 de març de 1952     | 12 d'octubre de 1953   | United National Party   |        |
| 3 | John Lionel Kotelawala (1897-1980)                          |        | 12 d'octubre de 1953   | 12 d'abril de 1956     | United National Party   |        |
| 4 | Solomon West Ridgeway Dias Bandaranaike (1899-1959)         |        | 12 d'abril de 1956     | 26 de setembre de 1959 | Sri Lanka Freedom Party |        |
| 5 | Wijeyananda Dahanayake (1902-1997)                          |        | 26 de setembre de 1959 | 20 de març de 1960     | Sri Lanka Freedom Party |        |
| 6 | Dudley Shelton Senanayake (1911-1973) (2n vegada)           |        | 21 de març de 1960     | 21 de juliol de 1960   | United National Party   |        |
| 7 | Sirimavo Ratwatte Dias Bandaranaike (1916-2000) (1r vegada) |        | 21 de juliol de 1960   | 25 de març de 1965     | Sri Lanka Freedom Party |        |
| 8 | Dudley Shelton Senanayake (1911-1973) (3n vegada)           |        | 25 de març de 1965     | 29 de maig de 1970     | United National Party   |        |
| 9 | Sirimavo Ratwatte Dias Bandaranaike (1916-2000) (2n vegada) |        | 29 de maig de 1970     | 22 de maig de 1972     | Sri Lanka Freedom Party |        |

## Primers ministres de Sri Lanka (1972 fins a l'actualitat)
| #  | Nom                                                         | Imatge | Inici del mandat       | Fi del mandat                 | Partit                                                                      | Partit |
| -- | ----------------------------------------------------------- | ------ | ---------------------- | ----------------------------- | --------------------------------------------------------------------------- | ------ |
| 9  | Sirimavo Ratwatte Dias Bandaranaike (1916-2000) (2n vegada) |        | 22 de maig de 1972     | 23 de juliol de 1977 (Nòta 2) | Sri Lanka Freedom Party                                                     |        |
| 10 | Junius Richard Jayewardene (1906-1996)                      |        | 23 de juliol de 1977   | 4 de febrer de 1978           | United National Party                                                       |        |
| 11 | Ranasinghe Premadasa (1924-1993)                            |        | 6 de febrer de 1978    | 2 de gener de 1989 (Nòta 3)   | United National Party                                                       |        |
| 12 | Dingiri Banda Wijetunga (1916 - 2008)                       |        | 6 de març de 1989      | 7 de maig de 1993             | United National Party                                                       |        |
| 13 | Ranil Wickremesinghe (1949 -) (1n envegada)                 |        | 7 de maig de 1993      | 19 d'agost de 1994            | United National Party                                                       |        |
| 14 | Chandrika Bandaranaike Kumaratunga (1945-)                  |        | 19 d'agost de 1994     | 12 de novembre de 1994        | Sri Lanka Freedom Party                                                     |        |
| 15 | Sirimavo Ratwatte Dias Bandaranaike (1916-2000) (3è vegada) |        | 14 de novembre de 1994 | 9 d'agost de 2000             | Sri Lanka Freedom Party                                                     |        |
| 16 | Ratnasiri Wickremanayake (1933-2016) (1n envegada)          |        | 10 d'agost de 2000     | 7 de desembre de 2001         | Sri Lanka Freedom Party                                                     |        |
| 17 | Ranil Wickremesinghe (1949-) (2n vegada)                    |        | 9 de desembre de 2001  | 2 d'abril de 2004             | United National Party                                                       |        |
| 18 | Mahinda Rajapaksa (1945-)                                   |        | 6 d'abril de 2004      | 19 de novembre de 2005        | Sri Lanka Freedom Party, amb part del blòc United People's Freedom Alliance |        |
| 19 | Ratnasiri Wickremanayake (1933-2016) (2n vegada)            |        | 19 de novembre de 2005 | 21 d'abril de 2010            | Sri Lanka Freedom Party                                                     |        |
| 20 | Disanayaka Mudiyanselage Jayaratne (1931-2019)              |        | 21 d'abril de 2010     | 9 de gener de 2015            | Sri Lanka Freedom Party                                                     |        |
| 21 | Ranil Wickremesinghe (1949-) (3è vegada)                    |        | 9 de gener de 2015     | 21 de novembre de 2019        | Sri Lanka Freedom Party                                                     |        |
| 22 | Mahinda Rajapaksa (1945-)                                   |        | 21 de novembre de 2019 | 12 de maig de 2022            | Sri Lanka Freedom Party                                                     |        |
| 23 | Ranil Wickremesinghe (1949-) (4è vegada)                    |        | 12 de maig de 2022     | 22 de juliol de 2022          | United National Party                                                       |        |
| 24 | Dinesh Gunawardena (1949-)                                  |        | 22 de juliol de 2022   | setembre de 2024              | Sri Lanka Freedom Party                                                     |        |
| 25 | Harini Amarasuriya (1970-)                                  |        | 23 de setembre de 2024 | actualitat                    | Janatha Vimukthi Peramuna                                                   |        |